# Terry Coe
Pour les articles homonymes, voir Coe.
Terry Coe, né vers 1943, est un homme politique niuéen. Parlementaire durant trente ans (de 1993 à 2023), il est ministre de 1993 à 1999 puis passe les vingt-quatre autres années de sa carrière politique dans l'opposition, où il remarqué pour ses interrogations tenaces à l'encontre du gouvernement.

## Carrière
Néo-Zélandais d'origine, il émigre à Niue en 1967 et s'y établit comme mécanicien, avant d'être chargé du maintien des machines utilisées pour la construction de l'aéroport international de Niue. Il retourne en Nouvelle-Zélande en 1971, puis revient définitivement à Niue en 1981. Il est employé un temps comme formateur d'apprentis dans le service public des travaux publics, puis devient enseignant d'arts industriels à la seule école secondaire du pays. Il devient rapidement le professeur principal de l'école,.
Il est élu député au Parlement de Niue en 1993, et y est réélu ensuite sans discontinuer jusqu'à sa défaite en 2023. Il est le premier palagi (blanc) à y être élu et, ne parlant pas suffisamment couramment le niuéen, y bénéficie d'un interprète lorsque des députés s'expriment dans cette langue plutôt qu'en anglais. Durant ses deux premiers mandats de député, de 1993 à 1999, il est ministre des finances, des télécommunications, de l'énergie, des travaux publics, de l'administration, de l'agriculture, des ressources forestières et des pêcheries dans le gouvernement du premier ministre Frank Lui. Un différends entre le Premier ministre et lui le voit toutefois privé en octobre 1997 du ministère des finances, confié à Aokuso Pavihi ; Terry Coe conserve ses autres ministères. À la suite de la défaite du gouvernement aux élections de 1999, Terry Coe siège comme député d'opposition. Il acquiert la réputation d'un élu d'opposition franc, voire brusque, qui n'hésite pas à poser au gouvernement des questions difficiles,,,. « Seule voix d'opposition au gouvernement » dans l'enceinte du Parlement pendant de nombreuses années après 1999, il est décrit par la journaliste niuéenne Esther Pavihi comme « l'un des représentants du peuple les plus vibrants et les plus passionnés ». Don Wiseman de Radio New Zealand le décrit comme s'étant « régulièrement disputé avec des gouvernements dans ce pays où les dirigeants ont peu l'habitude d'avoir à rendre des comptes ».
En 2005 il critique les voyages de ministres à l'étranger financés sur des fonds publics. En 2011 il critique la décision des députés d'augmenter leur propre salaire, et suggère que l'argent aurait été mieux employé à des fins de développement du pays. En 2014 il dénonce le refus du gouvernement de répondre aux questions de médias sur un prêt accordé au fils d'un député. En février 2018, il porte plainte contre le ministre Billy Talagi, l'accusant de l'avoir frappé au visage à l'issue d'un débat parlementaire houleux. Après l'avoir initialement nié, Billy Talagi l'avoue devant la Haute Cour, mais est relâché sans condamnation. En 2018 également, Terry Coe démissionne de la commission parlementaire aux comptes publics, accusant les entreprises publiques de pratiquer l'opacité financière avec l'indulgence du gouvernement. En 2019, il présente au Parlement un sachet de marijuana qu'il a acheté à une station touristique, pour démontrer à quel point il est facile de s'en procurer et pour demander au gouvernement de s'en soucier.
Terry Coe est battu aux élections de 2023 et perd son siège de député à l'âge de 80 ans,,. Il se consacre à nouveau à un travail de mécanicien, réparant des tondeuses à gazon et des outils et modernisant les yachts du Club de nautisme de Niue.